# حیوان خانگی

تصویرنگاشت حیوان خانگی و صاحب آن

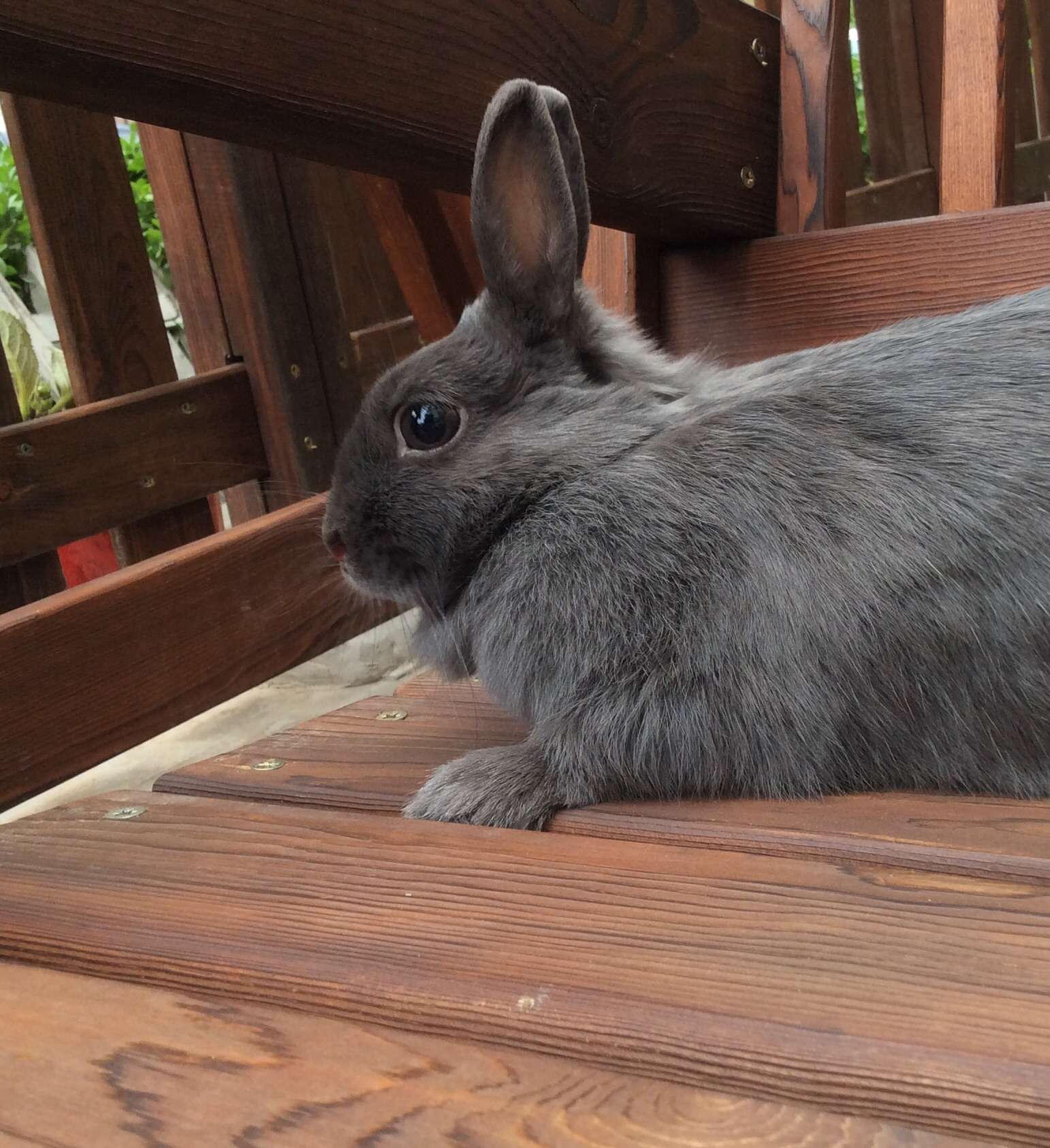
خرگوش هلندی

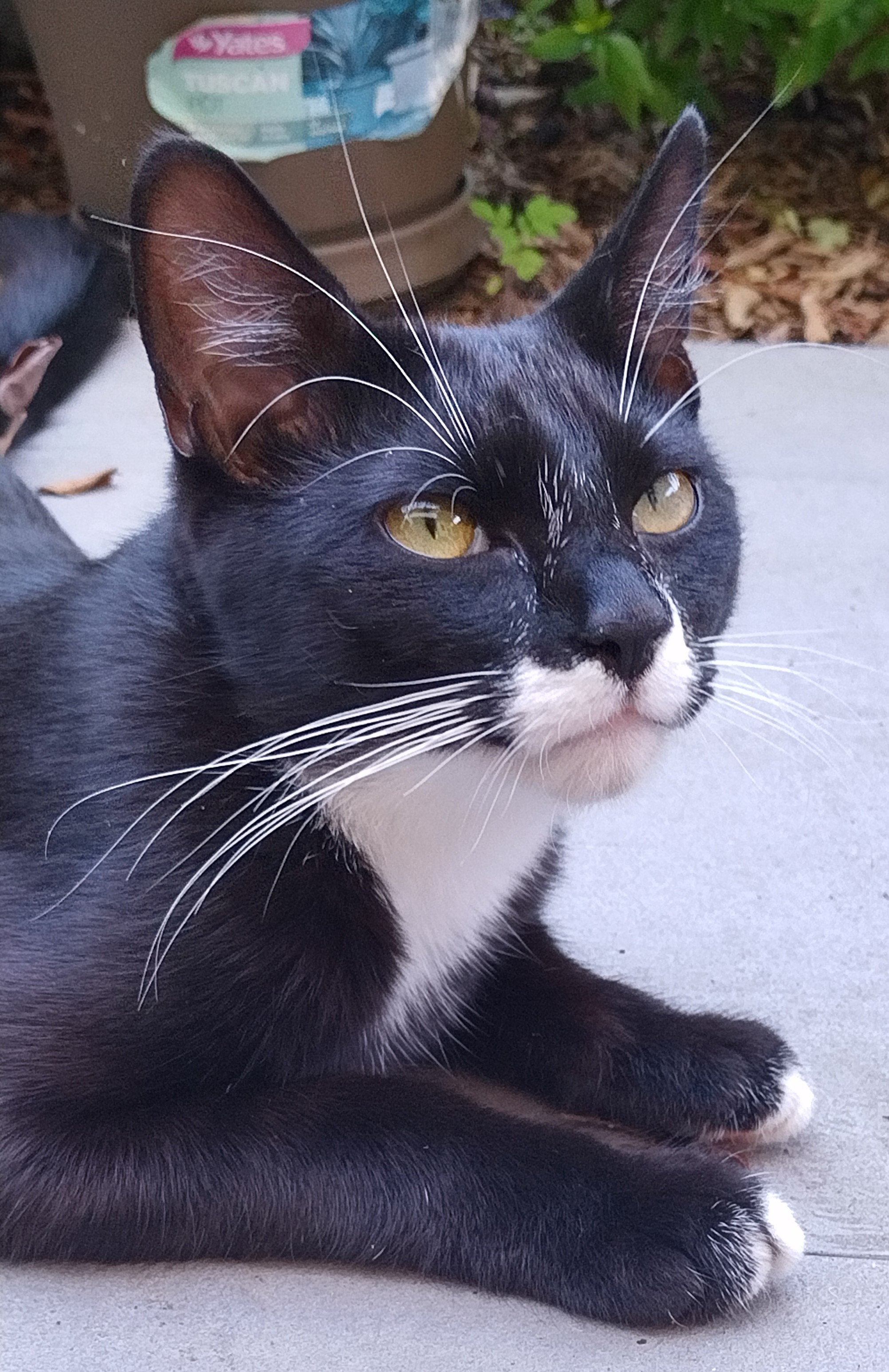
گربه سیاه

حیوان خانگی یا پِت (به انگلیسی: pet) اصطلاحی است منتسب به تمام حیواناتی که به عنوان همدم در منزل نگهداری می‌شوند. حیوانات خانگی شامل دو گروه حیوانات خانگی متداول یعنی سگ، گربه، پرندگان زینتی و ماهیان آکواریومی و حیوانات خانگی غیر متداول یعنی لاک پشت، خرگوش، همستر، موش، میمون، جوجه تیغی و خوکچه هندی هستند. نگهداری مرغ و خروس به عنوان حیوان خانگی در دهه ۲۰۰۰ میلادی در بین ساکنان شهری و حومه رواج یافت.

## حیوان خانگی بیگانه
سایر حیوانات مانند شیر، پلنگ، ببر، تمساح و انواع مارها اگر از بدو تولد در محیط خانه پرورش یافته باشند، با توجه به امکان بیداری غرایز ذاتی و فیزیولوژیک و بروز تهدید جانی برای نگهدارنده و اطرافیان و از طرفی عدم امکان بهره‌مندی از حداقل حقوق حیوانی در ارضای غرایز فیزیولوژیک مانند زندگی گروهی، تجربه شکار، همسر گزینی و جفت‌گیری در محیط واقعی، در دسته حیوانات خانگی قرار نمی‌گیرند. هر چند عده ای اقدام به نگهداری این گونه حیوانات غیرمعمول می‌کنند اما نگهداری این حیوانات مغایر با اصول شهروندی و معیارهای اخلاقی و انسانی است و ناقض حقوق این حیوانات می‌باشد. به تازگی نگهداری میمون به عنوان حیوان خانگی در ایران زیاد شده که خطرات زیاد زیست‌محیطی و انتقال بیماری به انسان را به همراه خواهد داشت.